# Aras Özbiliz
Aras Özbiliz (armeniska: Արազ Օզբիլիզը, Araz Ozbilize), född 9 mars 1990 i Bakırköy, Istanbul i Turkiet, är en nederländsk fotbollsspelare med armeniskt ursprung som spelar för turkiska Beşiktaş. Özbiliz blev armenisk medborgare i oktober 2011 och blev direkt uttagen till Armeniens herrlandslag i fotboll. Han debuterade den 29 februari 2012 i en vänskapsmatch mot Kanada. Matchen spelades i Limassol på Cypern och vanns av Armenien med 3-1, där Özbiliz satte 3-1-målet på straff i den 90:e matchminuten.